# Södra fisken
Södra fisken (Piscis Austrinus på latin) är en stjärnbild på den södra stjärnhimlen. Konstellationen är en av de 88 moderna stjärnbilderna som erkänns av den Internationella Astronomiska Unionen.

## Historia

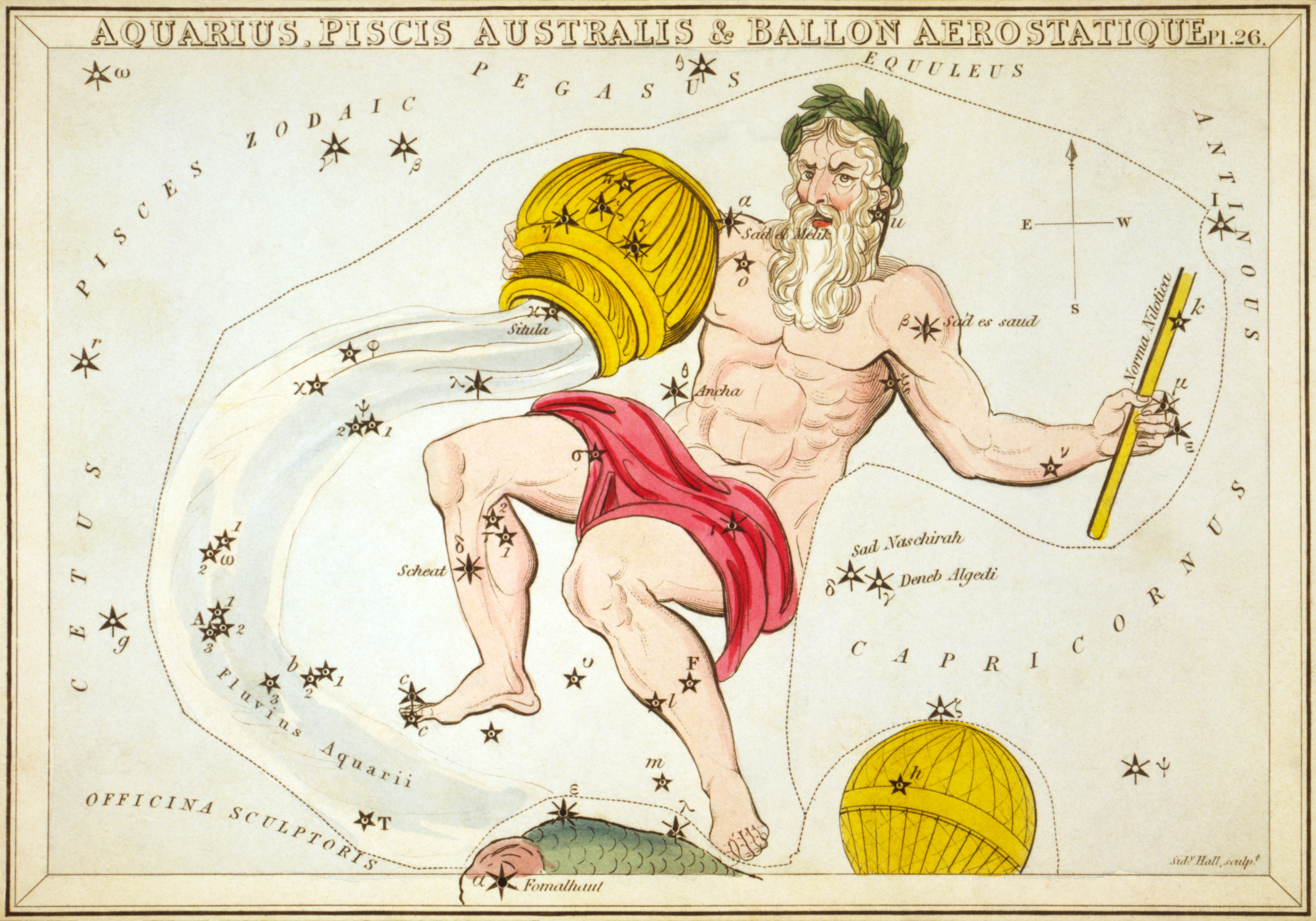
Södra fisken nertill i bild, tillsammans med den gamla stjärnbilden Luftballongen; ovanför ses Vattumannen.

Södra fisken är en av de äldsta stjärnbilderna och var självskriven bland de 48 konstellationerna som listades av astronomen Klaudios Ptolemaios i hans samlingsverk Almagest från cirka 150 e. Kr. Då utgjorde den moderna stjärnbilden Tranan fiskens stjärt. I den stjärnatlas som publicerades av den nederländske astronomen Petrus Plancius och den flamländske kartografen Jodocus Hondius 1597, frigjordes Tranan från Södra fisken och blev en egen stjärnbild.

## Stjärnor

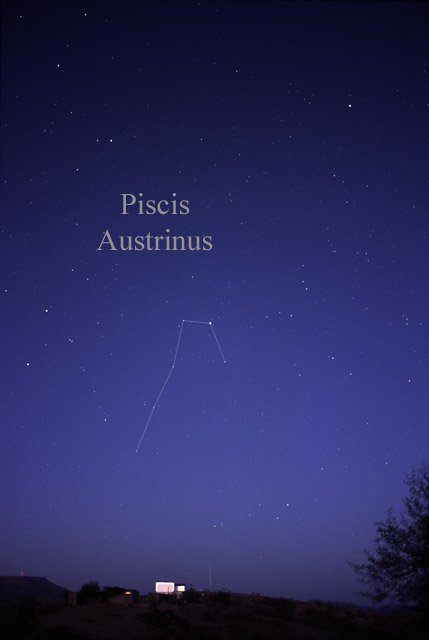
Stjärnbilden Södra fisken (Piscis Austrinus) som den kan ses med blotta ögat.

Södra fisken är en relativt svag stjärnbild, med ett lysande undantag, Fomalhaut, som är stjärnhimlens 18:e ljusstarkaste stjärna.
- α - Fomalhaut (Alfa Piscis Austrini) har magnitud 1,16 och är en vit stjärna i huvudserien.[6] Namnet är arabiska Fum al-ḥawt och betyder “fiskens mun”.
- ε - Epsilon Piscis Austrini är näst ljusstarkast med magnitud 4,18.
- δ - Delta Piscis Austrini är en multipelstjärna med den kombinerade magnituden 4,20.
- β - Beta Piscis Austrini är också en multipelstjärna, med magnitud 4,29.
- ι - Jota Piscis Austrini är en multipelstjärna med magnitud 4,35.
- γ - Gamma Piscis Austrini är en multipelstjärna med magnitud 4,46.
- μ - My Piscis Austrini är en vit stjärna i huvudserien med magnitud 4,50.
- Lacaille 9352 är på tiondeplats när det gäller stjärnor som är nära jorden. Den är av magnitud 7,34 och på ett avstånd av endast 10,74 ljusår. Den placerar sig också som fyra på listan över stjärnor med stor egenrörelse, 6,9 bågsekunder/år.

## Djuprymdsobjekt

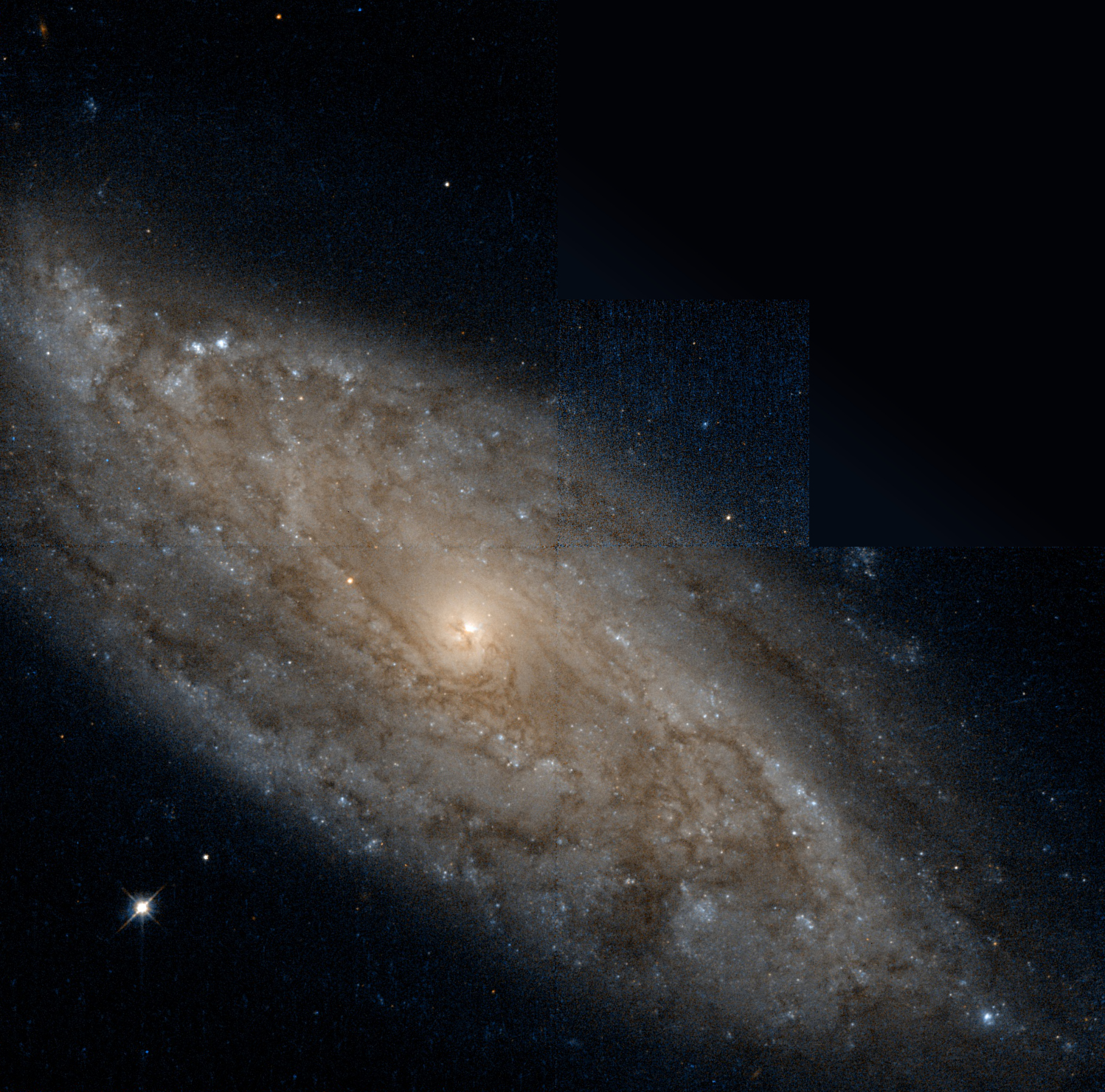
NGC 7314 fotograferad av Hubbleteleskopet.

Stjärnbilden ligger långt från Vintergateplanet och innehåller inga Messierobjekt.

### Galaxer
- NGC 7172 är en spiralgalax av Seyfert-typ.
- NGC 7173 är en elliptisk galax som ingår i HCG-90 (se nedan).
- NGC 7174 är en spiralgalax som också ingår i HCG-90.
- NGC 7176 är en elliptisk galax som ingår i HCG-90.
- NGC 7314 är en spiralgalax av Seyfert-typ.

### Galaxhopar
- HCG-90 (Hickson Compact Group 90) är en galaxhop bestående av NGC 7173, NGC 7174 och NGC 7176.